# Valle de Yerri
Valle de Yerri (baskijski: Deierri) – gmina w Hiszpanii, w Nawarze, o powierzchni 252,61 km². W 2011 roku gmina liczyła 1525 mieszkańców.